# Sven Nordqvist
Sven Nordqvist (Helsingborg, 30 april 1946) is een Zweeds schrijver en illustrator van kinder- en prentenboeken.

## Biografie
Nordqvist werd geboren in Helsingborg en groeide op in Halmstad. Hij wilde oorspronkelijk illustrator worden maar werd door diverse kunstacademies afgewezen. In plaats daarvan studeerde hij architectuur aan de Faculteit Ingenieurswetenschappen en werkte een tijd als docent in de architectuur. Tegelijkertijd bleef hij op zoek naar werk als illustrator en werkte mee aan advertenties , affiches en prentenboeken. Nadat hij in 1983 de eerste prijs won tijdens een wedstrijd voor kinderboeken met zijn prentenboek Agaton Öman och alfabetet begon hij voltijds te werken als auteur en illustrator van kinderboeken. Zijn grote doorbraak kwam er in 1985 met het volgende boek Pannkakstårtan waar de eerste maal kennisgemaakt wordt met de oude man Pettson en zijn kat Findus.
Hij werkte ook als illustrator mee aan de boeken van Mats Wahl en de serie kinderboeken Mamma Mu och Kråkan van het schrijversechtpaar Tomas en Jujja Wieslander.
Tijdens zijn carrière kreeg hij verscheidene onderscheidingen. Onder andere de Deutsche Jugendliteraturpreis in 1992, de Astrid Lindgrenprijs in 2003 en de Augustprijs in 2007 voor Var är min syster?. De boeken van Nordqvist werden reeds in 35 talen vertaald.

## Overzicht werken (met vertalingen)
- 1983, Agaton Öman och alfabetet
- 1984, Pannkakstårtan, prentenboek (nl:Pannenkoekentaart - 1995)
- 1985, Minus och stora världen, prentenboek (nl:Minus trekt de wijde wereld in - 1988)
- 1986, Julgröten (nl:Kerstpap - 1989)
- 1986, Rävjakten, prentenboek (nl:Vossenjacht - 1995)
- 1987, Hattjakten, prentenboek (nl:De vijf schatten - 1988)
- 1988, Stackars Pettson, prentenboek (nl:Arme Pettson - 2005)
- 1988, Nasse hittar en stol, prentenboek (nl:Nasse vindt een stoel - 1988)
- 1988, Pettson får julbesök, prentenboek (nl:Opa Pettson viert kerstmis - 1994)
- 1990, Kackel i grönsakslandet, prentenboek (nl:Gekakel in de moestuin - 2002)
- 1991, Nasses taxi
- 1992, Pettson tältar, prentenboek (nl:Pettson gaat kamperen - 2005)
- 1994, Tomtemaskinen, kinderboek (nl:Een kerstman voor Findus - 1995)
- 1996, Tuppens Minut, prentenboek (nl:Snoeshaan - 2001)
- 1998, Pyssla med Findus, kinderboek (nl:Aan de slag met Findus - 2000)
- 2001, När Findus var liten och försvann (nl:Toen Findus klein was - 2001)
- 2007, Var är min syster?
- 2010, Lisa väntar på bussen
- 2011, Hemma hos Pettson och Findus
- 2012, Findus flyttar ut (nl:Findus gaat verhuizen - 2012)

- Bibsys: 90215972
- Bibliothèque nationale de France: cb12664096j (data)
- CiNii: DA10739401
- Digitale Bibliotheek voor de Nederlandse Letteren: nord008
- Gemeinsame Normdatei: 115632468
- International Standard Name Identifier: 0000 0001 2128 2850
- Library of Congress Control Number: n80108665
- Nationale Bibliotheek van Letland: 000015168
- MusicBrainz: 7aac9c57-7dda-4fde-a3f6-9dd9e52d5a60
- Bibliotheek van het Japanse parlement: 00472355
- Nationale Bibliotheek van Tsjechië: xx0003397
- Nationale bibliotheek van Australië: 35276189
- Nationale Bibliotheek van Israël: 987007313380105171
- Nederlandse Thesaurus van Auteursnamen: 071297693
- RKD-Nederlands Instituut voor Kunstgeschiedenis: 296897
- LIBRIS: 196124
- Système universitaire de documentation: 056539916
- Trove: 893536
- Virtual International Authority File: 37038982
- WorldCat: E39PBJyCJPPHBmqyRPWRmQYByd